# Arthur von Ramberg
Pour les articles homonymes, voir Ramberg.
Arthur von Ramberg, né Arthur Georg Ramberg le 4 septembre 1819 à Vienne et mort le 5 février 1875 à Munich, est un peintre austro-hongrois faisant partie de l'école de Munich et qui fut actif en royaume de Bavière.

## Biographie
Ramberg est issu d'une famille d'officiers, son père Heinrich von Ramberg (de) est lieutenant-maréchal de l'armée autrichienne. La famille obtient le titre de baron en 1849. Son frère est le général-baron Hermann von Ramberg (de) (1820-1899). Ramberg lui-même obtient le titre de baron du royaume de Bavière en 1875, transmissible à sa veuve et à ses enfants en 1878.
Il étudie à Hanovre et fait son Grand Tour en Italie, en Hongrie et en Styrie. Il entre en 1840 à l'université de Prague tout en prenant de leçons de peinture. Il devient l'élève de Julius Hübner à l'académie des beaux-arts de Dresde en 1842. C'est à cette époque qu'il peint Le Mariage des nains (d'après Goethe) et L'Empereur Henri Ier en campagne en Hongrie.
Ramberg se rend en 1850 à Munich, où il exécute des peintures de genre et illustre les œuvres de Schiller. Il est nommé professeur à l'École des beaux-arts de Weimar en 1860 et six ans plus tard à l'académie des beaux-arts de Munich, où Johann Sperl devient son assistant. Il conseille à Albert Keller de se vouer à la peinture. Ramberg peint ensuite La Cour de Frédéric II à Palerme, Hermann et Dorothée (d'après Goethe), et Louise (d'après le poème de Voss). Ramberg est aussi l'auteur des fresques de la chambre de Luther au château de Wartbourg.
Ramberg est également illustrateur, comme pour Le Prince des grenouilles, commandé par la grande-duchesse de Saxe-Weimar. Il eut pour élève Wilhelm Georg Ritter.
Arthur von Rambert est le petit-neveu du peintre Johann Heinrich Ramberg (1763-1840) et l'oncle du peintre de la marine, August von Ramberg (de) (1866-1947).

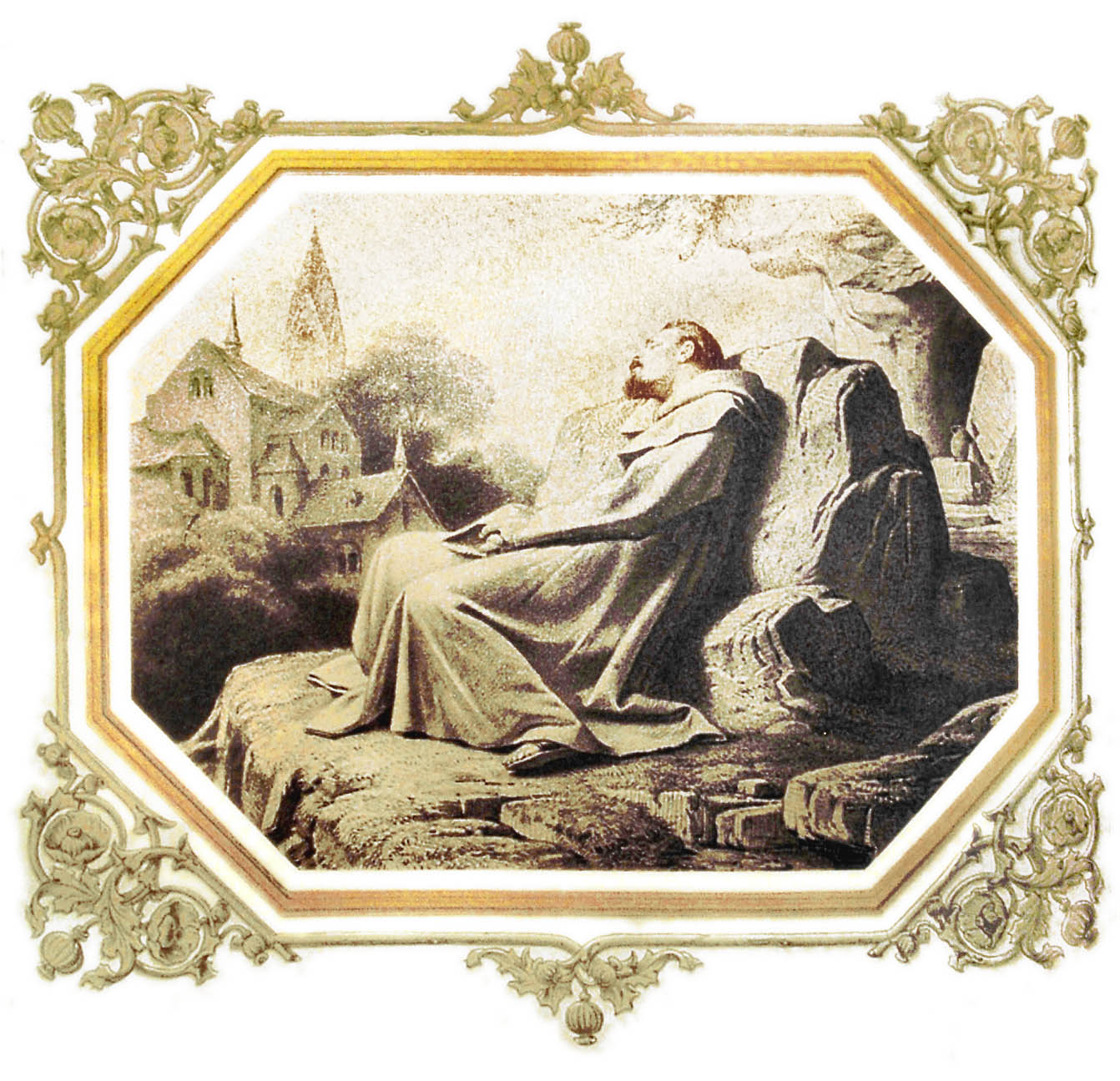
Ritter Toggenburg, illustration pour des poèmes de Schiller (1859).